# Amphilectus digitatus
Amphilectus digitatus är en svampdjursart som först beskrevs av Miklucho-Maclay 1870.  Amphilectus digitatus ingår i släktet Amphilectus och familjen Esperiopsidae.

## Underarter
Arten delas in i följande underarter:
- A. d. digitatus
- A. d. infundibulus